# Досије икс (10. сезона)
Десета сезона серије Досије икс је емитована од 24. јануара до 22. фебруара 2016. године и броји 6 епизода.

## Опис
Анабет Гиш је уназађена у епизодне улоге.

## Улоге

### Главне
- Дејвид Дуковни као Фокс Молдер
- Џилијан Андерсон као Дејна Скали
- Мич Пилеџи као Волтер Скинер (Епизоде 1–2, 5–6)

### Епизодне
- Анабет Гиш као Моника Рајес (Епизода 6)

## Епизоде
| Бр. у серији | Бр. у сезони | Назив                                   | Редитељ      | Сценариста                                                                     | Пpемијерно емитовање |
| --- | ------------ | --------------------------------------- | ------------ | ------------------------------------------------------------------------------ | -------------------- |
| 203 | 1            | Моја борба                              | Крис Картер  | Крис Картер                                                                    | 24. јануар 2016.     |
| Агент Молдер се поново спојио са Дејном Скали након колапса њиховог односа када му се обратио ТВ водитељ. Молдер износи нове доказе да су отмице ванземаљаца лажиране.                                              |              |                                         |              |                                                                                |                      |
| 204 | 2            | Оснивачева мутација                     | Џејмс Вонг   | Џејмс Вонг                                                                     | 25. јануар 2016.     |
| Научник који је радио за министарство одбране се убио. Молдер и Скали започињу истрагу и откривају тајни мутацијски оглед.                                                                                          |              |                                         |              |                                                                                |                      |
| 205 | 3            | Молдер и Скали срећу Дволично чудовиште | Дарин Морган | Дарин Морган                                                                   | 1. фебруар 2016.     |
| Молдер преиспитује своју веру у необјашњиво. Покушава да нађе доказ о постојању новог стваралаштва који он и Скали истражују пре него што донесе закључак.                                                          |              |                                         |              |                                                                                |                      |
| 206 | 4            | Поново кући                             | Глен Морган  | Глен Морган                                                                    | 8. фебруар 2016.     |
| Скали прима лошу вест о својој породици током рада на случају. Молдер проналази чуднан узорак боје на месту злочина што га одводи до леворуког уметника који је створио главног осумњиченог. Ово буди сећања Скали. |              |                                         |              |                                                                                |                      |
| 207 | 5            | Вавилон                                 | Крис Картер  | Крис Картер                                                                    | 15. фебруар 2016.    |
| Када терориста заврши у коми, пар млађих агената ФБИ-ја моли Молдера и Скали за помоћ око комуницирања са човеком, присећајући их када је пустоловина почела и подсећајући их докле су стигли.                      |              |                                         |              |                                                                                |                      |
| 208 | 6            | Моја борба II                           | Крис Картер  | Синопис: Крис Картер Сценарио: Др. Ен Сајмон, др. Маргарет Фирон и Крис Картер | 22. фебруар 2016.    |
| Молдер и Скали откривају потресну истину широких размера. |              |                                         |              |                                                                                |                      |